# Reichs-Rundfunk-Gesellschaft
A Reichs-Rundfunk-Gesellschaft (RRG; Corporação de Radiodifusão do Reich) foi uma rede nacional de empresas de transmissão de rádio e televisão públicas regionais alemãs ativas de 1925 a 1945. As transmissões da RRG eram recebidas em todas as partes da Alemanha e foram amplamente utilizadas para propaganda nazista após 1933.
Gravações históricas das transmissões da RRG são hoje mantidas pelo Deutsches Rundfunkarchiv.

## História
A empresa foi fundada em Berlim em 15 de maio de 1925 com um capital inicial de 100.000 Reichsmark como uma organização guarda-chuva por nove emissoras regionais – ou seja, todas as estações de rádio alemãs, exceto a Deutsche Stunde na Baviera – servindo os vários estados da República de Weimar. A partir de 1926, uma participação majoritária foi detida pela autoridade estatal Deutsche Reichspost, representada pelo engenheiro de RF e oficial do Reichspostministerium Hans Bredow como presidente no posto de Reichs-Rundfunk-Kommissar.
O logotipo da RRG foi projetado pelo designer gráfico alemão Otto Firle.
Uma licença oficial de recepção de transmissão era necessária para a recepção de transmissões de rádio a uma taxa mensal de 2 Reichsmark. Em 1932, havia quatro milhões de usuários de rádio registrados, dando à corporação uma receita de quatro milhões de Reichsmark.

## Estrutura original
A programação foi fornecida pelas seguintes onze empresas de radiodifusão regionais:
- Funk-Stunde AG, Berlim: a primeira emissora regular na Alemanha (no ar desde 28 de outubro de 1923), cobrindo as províncias prussianas de Brandemburgo, Pomerânia ocidental (Stettin) e o norte da Província da Saxônia (Magdeburg), bem como as partes orientais de Mecklemburgo-Schwerin e Mecklemburgo-Strelitz. No ar em 29 de outubro de 1923 como a primeira estação de rádio na Alemanha.

- Mitteldeutsche Rundfunk AG (MIRAG), Leipzig (no ar desde 2 de março de 1924), cobrindo a Saxônia, Turíngia e a parte sul da província prussiana da Saxônia (Halle).

- Deutsche Stunde in Bayern GmbH, Munique (no ar desde 30 de março de 1924) na Baviera; renomeada Bayerischer Rundfunk GmbH em 1 de janeiro de 1931, juntou-se à RRG em 1933.

- Südwestdeutsche Rundfunkdienst AG (SÜWRAG), Frankfurt am Main (desde 31 de março de 1924) no Estado Popular de Hesse e na província prussiana de Hesse-Nassau.

- Nordische Rundfunk AG (NORAG), Hamburgo (desde 2 de maio de 1924) e Bremen (no ar desde 30 de novembro de 1924), cobrindo as províncias prussianas de Schleswig-Holstein e Hanover, bem como o Estado Livre de Brunswick, o Estado Livre de Oldenburg e o oeste de Mecklenburg-Schwerin; tornou-se Norddeutsche Rundfunk GmbH em novembro de 1932 1925),
- Süddeutsche Rundfunk AG (SÜRAG), Stuttgart (no ar desde 11 de maio de 1924), cobrindo Württemberg, Baden e a província prussiana de Hohenzollern
- Schlesische Funkstunde AG (SFAG), Breslau (no ar desde 26 de maio de 1924) e Gleiwitz (a partir de 1 de novembro de 1925), nas províncias prussianas da Baixa e Alta Silésia
- Ostmarken Rundfunk AG (ORAG), Königsberg (no ar desde 14 de junho de 1924), cobrindo as províncias prussianas da Prússia Oriental e Pomerânia oriental (Köslin), bem como a Cidade Livre de Danzig (ver também Radio Königsberg)
- Westdeutsche Funkstunde AG (WEFAG), Münster (no ar desde 10 de outubro de 1924) na Província do Reno e na Província de Vestfália, renomeada Westdeutsche Rundfunk AG (WERAG) em 1926 e a sede transferida para Colônia).

- Reichssender Saarbrücken, Saarbrücken (no ar desde 1 de março de 1935) no Sarre

- Reichssender Wien, Viena (no ar desde 12 de março de 1938) na Áustria.

Um programa nacional adicional conhecido como Deutschlandsender foi transmitido em ondas longas pelo transmissor de rádio Königs Wusterhausen da Deutsche Welle GmbH (uma empresa separada que era, no entanto, 70% detida pela Reichs-Rundfunk-Gesellschaft).
Programas regulares de televisão foram transmitidos de Berlim no Fernsehsender Paul Nipkow.

## Sede

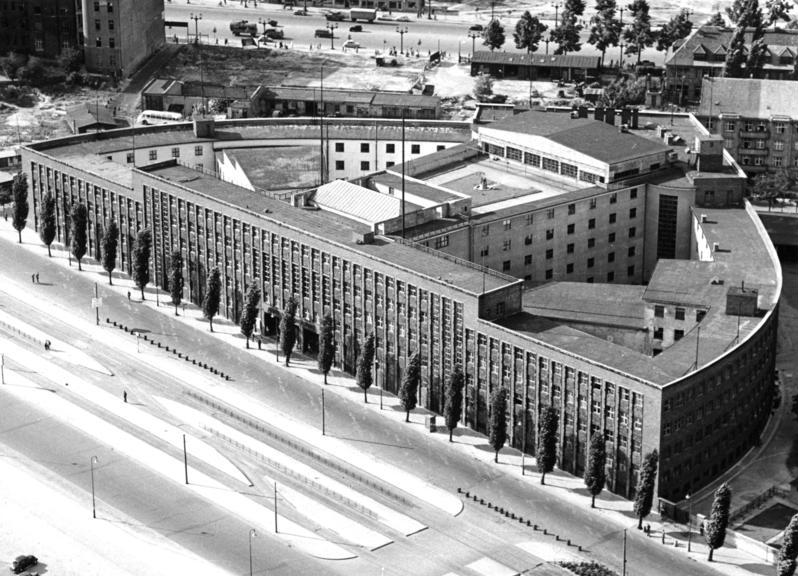
A Haus des Rundfunks em Berlim

Em 22 de janeiro de 1931, a Haus des Rundfunks ("Casa da Radiodifusão"), na Masurenallee em Berlim-Westend, foi inaugurada como sede oficial da Reichs-Rundfunk-Gesellschaft. Projetado em 1929 pelo arquiteto Hans Poelzig (1869-1936), é o primeiro centro de radiodifusão independente do mundo e inclui uma grande sala de concertos.
O edifício em formato triangular também abrigou a emissora Deutsche Welle GmbH e, de 1935 até sua realocação em 1937, a estação de televisão Fernsehsender Paul Nipkow.

## Nacionalização

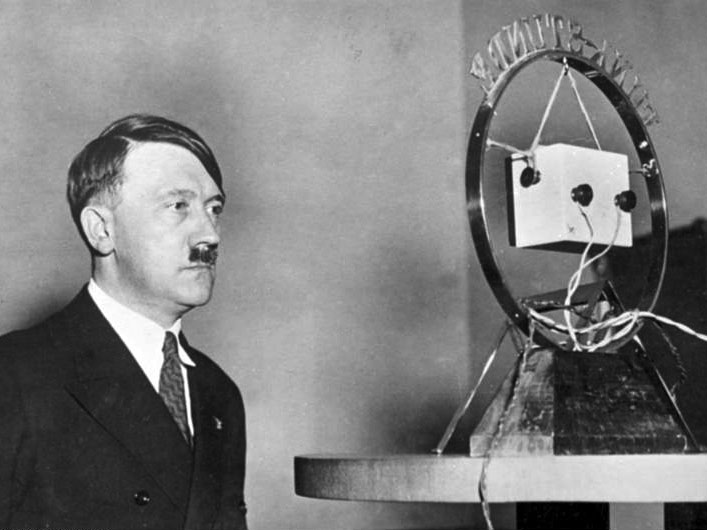
Adolf Hitler fazendo seu discurso à nação em um microfone Funk-Stunde, após sua nomeação como Chanceler do Reich em 1933

No verão de 1932, o governo alemão sob o chanceler Franz von Papen começou a ganhar controle sobre as empresas de radiodifusão da RRG, o controle total sobre a corporação foi alcançado em 1934. As emissoras regionais também se tornaram dependentes da RRG, tornando-se filiais locais. O conselho de administração teve que admitir um representante, que supervisionava a programação, delegado pelo Ministro do Interior, Wilhelm von Gayl.
No curso do processo Gleichschaltung após a Machtergreifung em 1933, a RRG foi nacionalizada pelo governo nazista e foi amplamente usada pelo Ministério da Iluminação Pública e Propaganda sob Joseph Goebbels para ditar a programação de rádio. Em 30 de janeiro de 1933, enquanto o novo Ministro do Interior Wilhelm Frick impôs a transmissão ao vivo dos desfiles de tochas, o presidente da RRG Hans Bredow renunciou e foi substituído por Eugen Hadamovsky. Vários ex-gerentes foram presos e encarcerados. Com efeito a partir de 1 de abril de 1934, as empresas de transmissão regionais foram incorporadas como Reichssender.
Após a afiliação do território do Sarre em 1935, a emissora regional foi incorporada como Reichssender Saarbrücken. Da mesma forma, após o Anschluss austríaco em 1938, a antiga Radio Verkehrs AG em Viena tornou-se a Reichssender Wien. Em 1º de janeiro de 1939, a RRG foi renomeada Großdeutscher Rundfunk.
Após a invasão da Polônia em 1º de setembro de 1939, após o incidente de Gleiwitz, o antigo RRG se tornou um instrumento vital de propaganda de guerra, especialmente pelo diário Wehrmachtsbericht e pelo popular programa de pedidos Wunschkonzert für die Wehrmacht. De 9 de julho de 1940 em diante, todos os Reichssender exibiram o mesmo programa uniforme nacional, que terminou com a ocupação da Haus des Rundfunks pelo Exército Vermelho durante a Batalha de Berlim em 2 de maio de 1945.

## Conquistas técnicas
Os engenheiros da RRG foram responsáveis por avanços importantes na tecnologia de gravação de som.
Walter Weber, enquanto trabalhava para Hans Joachim von Braunmühl na RRG, fez muitas melhorias no campo da gravação de som em fita magnética. A mais amplamente significativa foi a descoberta da polarização de alta frequência. Isso proporcionou uma grande melhoria na fidelidade das gravações. Outros fizeram a mesma descoberta da polarização de alta frequência antes e depois, mas foi o trabalho de Weber que se tornou amplamente utilizado.